# 스트라이크 건담
스트라이크 건담(영어: Strike Gundam, 일본어: ストライクガンダム)은 TV 애니메이션 《기동전사 건담 SEED》에 등장하는 모빌 슈트(MS)로 분류되는 가공의 유인 조종식 인간형 로봇 병기이며, 이 작품의 초반 주역기이다. "스트라이크(strike)"는 영어로 "공격"을 의미하며, 이 작품에서 "건담"은 배크로님으로 설정되어 있으며, "General Unilateral Neuro-Link Dispersive Autonomic Maneuver Synthesis System (단방향 분산형 신경접속에 의한 범용 자동 연습 합성 시스템)"의 약자를 의미한다.
흰색, 파란색, 빨간색의 트리콜로 색상으로 메카닉 디자인은 오오카와라 쿠니오가 담당하였다.
본 문서에서는 동형기인 스트라이크 루즈 및 관련 작품에 등장하는 파생기들에 대해서도 설명한다.

## 개요
스트라이크 건담은 2002년부터 2003년까지 방송된 건담 시리즈인 《기동전사 건담 SEED》에서 초반 주역기로 처음 등장했다.
스트라이크 건담을 비롯한 초기 모빌 슈트(MS)들의 디자인은 복수의 디자이너들의 아이디어들을 바탕으로 오오카와라 쿠니오가 최종 결정 원고를 그리는 형태로 진행되었다. 이러한 초기 모빌 슈트들의 디자인 스탭에는 건담 아스트레이의 디자인을 담당한 아쿠츠 준이치도 있으며, 실드의 디자인은 그가 제출한 원안을 바탕으로 하고 있다. 오오카와라 쿠니오는 자신의 저서에서 《기동전사 건담 SEED》의 적군(자프트) 측 모빌 슈트 디자인만을 담당하기로 원래 예정되어 있었지만, 결정 원고가 정해지지 않아 상품 개발이 지연될 우려 때문에 진행되고 있던 스트라이크 건담의 디자인을 자신이 마무리하게 되었다는 취지로 말하고 있다.
감독인 후쿠다 미츠오는 스트라이크 건담의 컨셉에 대해 "다른 GAT-X 시리즈 4기의 기능을 교체할 수 있는 기체"로 제의했다고 한다. 이러한 아이디어는 자신이 일찍이 감독을 맡은 애니메이션 《신세기 GPX 사이버 포뮬러》에 등장하는 아스라다를 의식한 것이라고도 말했다. 이 밖에 프로듀서인 후루사와 미쿠니는 스트라이크(공격) 건담은 이지스(방패) 건담과 함께 모순(矛盾)을 의미하는 이름이라고 언급했는데, 창(矛)에 해당하는 스트라이크 건담이 모함을 방어하는 쪽, 방패(盾)를 해당하는 이지스 건담이 공격하는 쪽이라는 점에서 작품 내 상황도 모순적이다.
또한 반다이의 액션 피규어 메탈빌드 에일 스트라이크 건담(2018년 8월 11일 발매)의 제품 개발시 에일 스트라이커 팩에 오오카와라 쿠니오에 의한 대폭적인 디자인 어레인지가 가해지고 있다.
호칭
미디어나 관련 상품에서는 "스트라이크 건담"이라고 호칭되지만, 《기동전사 건담 SEED》 시리즈 작품 내에서는 다른 건담 타입의 모빌 슈트와 마찬가지로 "건담"을 생략하고 "스트라이크"라고 호칭된다. 이에 대해 《기동전사 건담 SEED》에서 설정 제작을 담당한 시모무라 케이지는 인터뷰에서 《기동전사 건담 SEED》 시리즈에 등장하는 "건담"이라는 호칭은 MS가 아닌 OS를 가리키며, 스트라이크 건담의 《기동전사 건담 SEED》 작품 내 세계에서의 기체명은 "스트라이크"라고 설명하고 있다.

## 설정 해설
스트라이크 건담은 지구연합 소속 국가 중 하나인 대서양 연방이 오브 연합 수장국의 공기업인 모르겐레테사의 기술 협력을 받아 오브 관할의 자원 콜로니인 헬리오폴리스에서 극비리에 개발된 5기의 시제형 모빌 슈트(G 병기/초기 GAT-X 시리즈) 중 1기이다. 5기 중에서 가장 나중에 완성된 기체로 GAT-X102 듀얼 건담, GAT-X103 버스터 건담과 같은 X100 계열의 프레임을 기본 골격으로 채용하고 있다. 스트라이크 건담은 5기 중 제일 마지막에 제작되어서 프레임의 완성도가 높고 가동 범위도 듀얼 건담과 버스터 건담을 능가한다. 또한 팔, 다리의 분산처리 비중이 다른 기체들보다 높기 때문에 운동 성능도 향상되었다. 블리츠 건담과 이지스 건담의 피드백도 이루어져서 스트라이크 건담은 5기의 GAT-X 시리즈 중 가장 완성도가 높은 기체라고 할 수 있다.
스트라이크 건담의 가장 큰 특징은 독자적인 무장 교환 기구인 "스트라이커 팩 시스템"이다. 스트라이커 팩 시스템은 각각의 전투 상황에 적합한 백팩이나 장비를 적절하게 교환해서 특정 상황에 대한 전용기와 동등하거나 그 이상의 성능을 발휘하도록 하는 것을 목적으로 하고 있다. 이는 전투 임무에 따라 장비를 교체하는 것이기 때문에 불필요한 중량을 줄이는 데도 일조했다. 또한 각 스트라이커 팩에는 기체의 예비 전원을 겸한 배터리가 내장되어 있어서, 전투 중에 모함에서 사출된 스트라이커 팩을 환장함으로써 후방에서 보급을 받지 않고도 즉시 전선에 복귀하는 것을 가능하게 했다. 작품 내에서 스트라이크 건담은 키라 야마토의 탑승기로 대형의 가변 날개 스러스터로 운동성이 높고 빔 라이플, 실드, 빔 사벨로 범용성이 높은 전투 능력을 발휘하는 고기동형의 "에일 스트라이커", 근접전투용으로 거대한 검을 장비한 "소드 스트라이커", 원거리 포격용으로 큰 위력을 지는 포를 운용하는 "런처 스트라이커"의 3가지 스트라이커 팩을 상황에 맞게 장비하였다. 《기동전사 건담 SEED》의 전반부에서 키라 야마토가 탑승한 스트라이크 건담은 이러한 스트라이커 팩 시스템을 사용하여 많은 전공을 쌓아 올렸다. 이 후 스트라이크 건담은 C.E. 71년 4월 17일에 이지스 건담과의 교전시 중파되었고, 전투 지점 인근에 위치한 오브 연합 수장국에 의해 회수된다. 오브는 회수한 스트라이크 건담을 전력화하기 위해 수리, 복구하였고, 가동률을 높이기 위해 예비 부품들을 제조하였다. 또한 OS는 내추럴용으로 사양이 변경되었다. 《기동전사 건담 SEED》 이야기 후반부에 무우 라 프라가도 스트라이크 건담에 탑승하게 된다.
스트라이크 건담에 채용된 "스트라이커 팩 시스템"은 후에 지구연합군의 대거 시리즈, 자프트군의 자쿠 워리어 시리즈의 위저드 시스템을 비롯한 양산기들 외에도 세컨드 스테이지 시리즈의 임펄스 건담의 실루엣 무장 교환 시스템, 라이브러리안의 재생기 등에 옵션 무장으로서 새로운 설계 사상을 확립시키는 데 큰 영향을 미쳤다. 직계 양산형 기체로는 지구연합군의 105 대거 및 스트라이크 대거가 있다. 오브군의 M1 아스트레이 백팩 구조도 스트라이크 건담의 에일 스트라이커 팩의 영향을 받았다.

### 기체 구조
머리
이마에 "X105 CINQUE"(cinque는 이탈리아어로 "5"를 의미함)라고 새겨져 있다. 원래 모빌 슈트(MS)의 머리에 각인하는 관습은 플랜트에서 모빌 슈트(MS)를 실용화시킨 기술자가 이탈리아계였던 것에 기인하지만, 연합에도 이것이 전해져서 GAT-X 시리즈에 적용되었다. 카메라 아이는 스캔 성능이 뛰어난 트윈 아이를 채택하고 있다. 메인 카메라가 있고, 머리를 돌리지 않고도 콕피트 내의 정면 모니터로 적기를 포착하는 것이 가능하다.
팔
인체에 가까운 구조를 가지고 있으며, 인간이 할 수 있는 동작을 거의 다 재현할 수 있다. 이는 기존의 모빌 슈트가 기체를 개발할 때마다 무기류도 신규로 제작해서 전용기 외에는 성능을 제대로 발휘할 수 없는 경우도 있었다는 점을 고려한 것이다. 스트라이크 건담의 팔은 이에 따라 모든 병장기를 사용할 수 있는 범용성을 확보하고 있지만, 정비 문제 및 고비용의 문제도 가지고 있어서 후속 기체에서 이와 같은 기능은 채용되지 않았다. 손목은 초기 GAT-X 시리즈 5기와 공통된 것을 채용하고 있다.
스러스터
대기권 내에서는 초전도 전자기 추진을 이용해 공기를 흡입 배출하여 추진력을 얻는다. 또한 이를 이용해 물을 배출하여 수중에서의 가동도 가능하다. 그러나 대기권 내에서 본체의 추진력 만으로는 잠시 점프는 가능해도, 기체를 계속 체공시킬 수는 없다.
초기 GAT-X 시리즈의 공통 콕피트
콕피트는 파일럿의 동작에 따라 회전하는 달걀 모양의 것을 채용하고 있다. 하드웨어는 양자 컴퓨터를 표준 탑재하고 있다. 키보드와 태블릿 기기가 갖춰져 있어 파일럿 측에서 기체를 조정하는 것도 가능하다. 콕피트 좌우에는 그립이 갖춰져 있고 기체의 미세한 컨트롤을 할 수 있다. 이와는 별도로 좌석의 오른쪽에는 모드 셀렉터가 존재하며, 이를 사용하는 병기의 위력을 변경할 수 있다. 좌석의 왼쪽에는 스로틀 레버가 존재하며, 추진력 변경이나 오토 파일럿으로의 전환도 가능하다. 탑승구는 좁게 만들어져 있으며, 파일럿이 몸을 굽혀 탑승한다.
OS
OS의 개발은 모르겐레테사에서 근무하는 가토 교수가 담당하고 있었지만, 헬리오폴리스에서 롤아웃 된 기체의 OS는 미완성 상태였기 때문에 스트라이크 건담은 실전에서 키라 야마토에 의해 OS가 수정되어 키라 야마토의 전용기가 되었다. 이 후에 무우 라 프라가가 탑승했을 때는 내추럴용 OS로 변경되었다.
또한 초기 GAT-X 시리즈 5기의 공통적인 특징으로 OS 부팅시 콕피트 내 디스플레이에 "General Unilateral Neuro-Link Dispersive Autonomic Maneuver Synthesis System (단방향 분산형 신경접속에 의한 범용 자동 연습 합성 시스템)"이라는 문구가 표시된다. 키라 야마토는 이들의 머리 글자를 따서 "GUNDAM(건담)"이라고 호칭하고 있지만, 작품 내의 기체에 대한 호칭은 "스트라이크"이다. "건담"이라는 호칭은 키라로부터 연합의 관계자들에게 퍼져 나갔고, 나중에는 특징적인 머리 형상(건담 페이스)를 가진 모빌 슈트(MS)의 속칭으로도 사용되었다.
또한 스트라이크 건담의 기체 각 부분의 분산 처리 시스템은 장비의 구성이나 전투 상황에 맞추어 각 부분을 설정하는 것도 가능하다. 스트라이크 건담 본체에는 접지 면적을 변경하는 기능이 없지만, 기체가 동작하기에 적합하지 않은 지역에서의 전투의 경우는 프로그램을 변경함으로써 기체 각 부분의 설치 압력을 조정하는 것도 가능하다. 이것은 본래라면 전투 전에 세팅되지만, 키라 야마토는 전투 중에 프로그램을 수정했었다.
세이프티 셔터
스트라이크 건담은 운동 성능을 보다 향상시키기 위해 페이즈 시프트(PS) 장갑에 대한 의존도를 높이고 장갑 부분 재료의 경량화를 도모하고 있다. 따라서 운동 성능은 초기 GAT-X 시리즈 5기들 중 스트라이크 건담이 가장 뛰어나다. 한편 페이즈 시프트(PS) 불활성 상태에서 장갑의 견디는 능력은 현저하게 저하되었다. 이 문제를 해결하기 위해 스트라이크 건담의 본체에는 긴급시 콕피트를 방어하는 세이프티 셔터("아스트레이"에서는 "이머전시 셔터"라고 호칭)가 장비되었다. 파워가 다운되거나 외장인 페이즈 시프트 장갑이 파손된 경우에는 이 장치가 파일럿을 보호하는 역할을 한다.
또한 후에 양산된 105 대거에서는 페이즈 시프트 장갑에 의존한 설계가 변경되어 대빔 대응력이 뛰어난 라미네이트 장갑이 채택되었다.
식별 번호
삼척동맹 가입 후에 스트라이크 건담의 왼쪽 어깨와 왼쪽 발목에 기체 번호 "110"도 기재되었다.

### 무장
75mm 대공 자동 발칸 포탑 시스템 "이겔슈테른"
양쪽 머리 부분에 2문이 내장된 대공 방어 기관포이다. 주용도는 접근하는 적기, 미사일 등을 자동으로 추적해서 요격, 사격하는 것이며, 머리에 탑재됨으로써 카메라 아이와 연동해 백병전시 적기의 센서를 파괴하는 목적도 가지고 있다. 또한 기동성이 높은 적기에 대해 탄막을 펼치는 기능도 갖는다. 탄창은 몸체에 있고, 몸체로부터 머리로 급탄되는 방식이다. 지구연합군의 함정에도 장착된 무기를 개량한 모델이다.
명칭의 유래는 "고슴도치의 진지"이다.
대장갑 컴뱃 나이프 "아머 슈나이더"
허리 양쪽 홀더에 내장된 초경도 금속 재질의 전투 나이프이다. 초진동 모터로 칼날을 고주파 진동시켜 페이즈 시프트 장갑을 제외한 대부분의 물체를 절단할 수 있다. 또한 접힌 상태에서도 돌출된 칼날 부분으로 공격하는 것이 가능하다. 무장 자체에 소형 전원을 내장하고 있기 때문에, 모빌 슈트의 잔존 전력을 걱정하지 않고 사용할 수 있는 장점이 있다. 페이즈 시프트 장갑과 빔 병기를 가지고 있는 기체는 전력의 소비도 극심하기 때문에 이와 같은 실체 병기가 서브 웨폰으로 장착되었다. 블레이드 부분은 그레이브 야드의 기술이 도입되어 있다.
"아머 슈나이더"는 독일어로 "장갑을 자르는 것"을 의미한다.
이 무기는 《기동전사 건담 SEED》 시리즈의 캐릭터 디자인을 담당한 히라이 히사시가 디자인하였다. 극 중에서는 진과 라고우 등을 격파하고 듀얼 건담도 일부 파괴시키는 데 사용되었다. 이러한 전과를 이어받아 지구연합군은 접이식에서 시스나이프식으로 개량한 것을 GAT-X133 소드 캘러미티 건담에 계승시켰다.
57mm 고 에너지 빔 라이플
라이플형 휴대 빔포이다. 진의 발루스 改보다 훨씬 소형이지만, 로라시아급의 외장도 일격에 관통하는 위력을 가지고 있다.
그러나 빔 라이플은 손에 있는 커넥터를 통해 기체로부터 직접 에너지를 공급받기 때문에, 발포수에 따라 기체의 가동시간이 제약받게 된다. 휴대 장비이기 때문에 장착된 스트라이커 팩의 영향을 받지 않고 사용할 수 있지만, 에너지 소비 관계상 출력에 여유가 있는 에일 스트라이커 팩을 장착하고 주로 사용한다.
기술력에 있어서 플랜트에 비해 떨어지는 연합이 소형의 고출력 빔 병기를 자프트에 앞서서 도입할 수 있었던 배경에는 공동 개발한 오브의 기술력, 후지야마사에서 파견된 기술자, 심지어 자프트로부터 탈취한 최신 기술의 도입 덕분이라고 한다.
빔 라이플을 사용하지 않을 시에 마운트 부분은 매체에 따라 차이를 보이며, 애니메이션의 제29화(리마스터 버전 제27화)에서는 사이드 스커트에 빔 라이블을 장착하고 있지만, 2004년 11월에 발매된 건담 프라모델 키트 〈1/60 PG 스트라이크 건담〉에서는 리어 스커트에 빔 라이플을 장착하는 기믹이 채택되고 있다.
2003년 10월에 발매된 〈1/100 MG 에일 스트라이크 건담〉에 수록된 아쿠츠 준이치의 개발 화고에서는 빔 라이플의 총신하부 블록을 그레네이드 런처로 하자는 제안이 있었지만, 실현되지는 않았다고 기술되어 있다(제품 설명서에는 "멀티 센서 유닛"으로 취급되고 있음). 한편, 액션 피규어인 〈메탈빌드 에일 스트라이크 건담〉을 감수한 시게타 사토시가 추가한 아이디어에서는 이 부위를 그레네이드로 대형화하는 어레인지가 이루어지고 있다.
대 빔 실드
GAT-X105 스트라이크 건담의 팔에 장착하는 방패이다. 장갑 표면에는 빔을 흡수, 확산시키는 특수 도료가 도포되어 있으며, 동시에 실드의 소재도 특수한 공진 현상을 일으키는 고유 진동수를 가진 강재로 이루어진 복합 금속으로 만들어졌기 때문에 이것이 마이크로 단위의 드레드 패턴에 의해서 명중한 빔의 진행 방향을 굴절시켜서 막는다. 한편 동일한 실드 면에서 연속적으로 빔을 방어하는 것은 권장되지 않는다. 또한, 그 특성상 마모가 심하여 기체의 외장 페이즈 시프트 장갑에 사용하는 것은 권장되지 않는다.
스트라이크 건담의 대 빔 실드는 듀얼 건담 및 오브에서 만든 아스트레이 계열기의 대 빔 실드와 동일한 형태의 대형 타입이다.
바주카 (스트라이크 바주카)
지구 저궤도 영역에서 합류한 제8함대로부터 공급받은 대MS용 바주카이다. 탄창 장착구가 4군데 있고, 한 군데 또는 4군데 모두에 장착할 수 있다. 《기동전사 건담 SEED》 제22화(리마스터 버전 제21화)에서 수중에서 위력이 크게 떨어지는 빔 병기 대신 사용되었지만, 제23화(리마스터 버전 제22화)에서는 소드 스트라이커로 전투하고 사용되지 않았다. TV 애니메이션에서는 한 번 잠깐 등장했지만, 타카야마 미즈호의 만화판에서는 오브 해방 전쟁에 참전한 M1 아스트레이가 장비하였다.
《기동전사 건담 EXTREME VS》의 출격 무비에도 등장했는데, 여기서는 실체탄이 아닌 빔을 발사했다.
원래는 고유 이름이 없는 "바주카"였지만, 2015년 8월 반다이에서 프라모델 〈빌더스 파츠 1/144 시스템 웨폰 010〉으로 상품화될 때 "스트라이크 바주카"라는 이름이 주어졌다. 조준기 등을 유용해, 파츠를 새로 짜넣은 것으로 로켓 런처가 되는 기믹이 추가되어 있다.
XM404 그랜드 슬램
건프라 〈1/60 PG 스트라이크 건담〉에 부속된 보너스 파츠를 바탕으로 설정된 오리지널 대형 실체검이다.
아머 슈나이더와 같이 히라이 히사시가 직접 디자인했다. 또한 이 장비는 이후에 발매된 〈1/100 MG 스트라이크 건담+I.W.S.P.〉에도 포함되어 있으나, 설정 변경에 따라 비공식으로 취급되어 조립 설명서의 해설문에도 자세한 내용은 기술되어 있지 않다.
《건담 이볼브》에서는 자프트군의 지상 기지에 있던 것을 무기를 잃어버린 스트라이크 건담이 사용하고 있다.
그랜드 슬램의 옛날 설정
스트라이크 건담의 옵션 무장의 하나로 마련된 대형 실체검이다. 그 길이는 모빌 슈트(MS)의 신장을 가볍게 웃돌고, 리치의 길이를 살린 넓은 간격으로 베고 찌르기를 가능하게 한다. 그립은 접이식으로 어느 정도 휴대성을 확보하고 있지만, 결국에는 훨씬 소형이며 취급하기에 보다 용이한 아머 슈나이더가 채용되었다. 남겨진 장비는 구조를 간략화한 뒤 근접전 무장이 없던 버스터 건담에 채용될 예정이었지만, 버스터 건담을 포함한 4기의 건담이 크루제 부대에게 탈취당하면서 이루어지지 못했고, 헬리오폴리스가 붕괴되면서 제작된 시제품 및 관련 자료가 모두 행방불명되어 버렸다.
기타 무장
MMI-M1001 90mm 대공 산탄총
본래는 딘의 총이다. 《기동전사 건담 SEED》 제22화에서 격추된 기체에서 주워서 사용했다.
모의전용 사벨
《기동전사 건담 SEED》 제37화에서 프리덤 건담과의 모의전에서 사용된 장비이다.

### 작품 내에서의 활약
C.E. 71년 1월 25일 오브 연합 수장국의 자원 위성 헬리오폴리스에서 자프트군 크루제 부대에 의한 "건담 탈취 작전"이 전개되는 가운데, 지구연합군의 여성 장교 마류 라미아스 대위와 우연히 모빌 슈트(MS) 격납고에 있던 헬리오폴리스 공업 칼리지의 학생이며 코디네이터인 키라 야마토가 스트라이크 건담에 탑승해 기동시키게 된다. 이로써 스트라이크 건담은 연합 측에 남겨진 유일한 G 병기가 된다.
최초 기동은 파일럿이 아닌 마류 라미아스가 아스란 자라의 총격으로 팔을 다친 상태로 조종하였지만, 궁지에 몰리게 되었을 때 조종을 대신한 키라 야마토가 미완성이던 OS를 순식간에 고쳐씀으로써 경이적인 기동성과 무장인 아머 슈나이더를 사용해 상대한 진을 격파했다. OS 조정 후에 스트라이크 건담은 키라만이 취급할 수 있게 되었기 때문에, 키라 야마토가 스트라이크 건담의 전담 파일럿이 된다.
이후 스트라이크 건담은 빼앗긴 4기의 건담을 동반한 크루제 부대의 공격을 계속 방어해 가며, 지구로 강하한 후에는 아프리카에서 "사막의 호랑이"라 불리는 앤드류 발트펠트가 이끄는 발트펠트 부대, 홍해 횡단 도중에는 마르코 모라심 부대와 교전하였으며 이를 격파했다. 오브 근해에서의 전투 후에는 아크엔젤과 함께 오브에 머물며 키라가 모르겐레테사에 대한 기술 협력(M1 아스트레이의 OS 개발)과 스트라이크 건담의 전투 데이터를 제공하는 조건으로 모르겐레테 본사 공장에서 스트라이크 건담의 정비, 점검을 받았다.
오브에서 출발한 직후의 전투에서 스트라이크 건담은 마침내 탈취당한 건담 중 하나인 블리츠 건담을 격파한다. 그러나 직후의 이지스 건담과의 전투에서 스트라이크 건담은 이지스 건담의 자폭공격에 휘말려 중파되었지만 세이프티 셔터가 작동하여 파일럿인 키라는 목숨을 건지게 되었다. 중대한 손상을 입은 스트라이크 건담은 조사하러 나온 오브에 의해 회수되어 내추럴용 OS를 짜넣은 다음 복구되었다. 복구된 스트라이크 건담은 지구연합군을 탈주한 아크엔젤이 오브로 기항할 때 넘겨져서 이후부터 무우 라 프라가가 탑승하게 된다.
오브 해방작전에서는 스트라이크 대거를 상대로 뛰어난 전투 능력을 보여 주었으며, 오브 함락 후에도 삼척동맹의 일원으로 계속 활약하였고, 제2차 야킨 두에 공방전에서 프로비던스 건담의 공격에 의해 중파되고 만다. 그 후 아크엔젤로 착함하러 향하지만, 도미니온의 로엔그린 공격을 실드로 받아내면서 아크엔젤을 보호하며 폭파한다.
포토 스토리 《기동전사 건담 SEED DESTINY ASTRAY》에서는 발레리오 발레리가 관측기로 투입하고 있던 기체가 데스티니 실루엣 R에 컨트롤을 장악당한 후 자폭한다.

### 기체 베리에이션

#### 건배럴 스트라이크 건담
스트라이크 건담에 건배럴 스트라이커를 장비한 형태이다. GBA용 게임 《기동전사 건담 SEED 친구와 너와 전장에서》에서 무우 라 프라가의 전용기로 등장한다.
또한 건배럴 스트라이커 자체는 무우 라 프라가의 전용 장비로 연합에 의해 개발되고 있었지만, 무우의 탈주로 모건 슈발리에의 105 대거에 장비되어 건배럴 대거로 실전에서 사용되었다.

#### 퍼펙트 스트라이크 건담
2012년에 방영된 《기동전사 건담 SEED》 HD 리마스터 버전에서 아이캐치와 제3기 오프닝 애니메이션에 퍼퍽트 스트라이크 건담이 등장하며 제36화, 제37화에 에일, 런처, 소드의 3가지 스트라이크 팩을 동시에 장착한 "멀티플 어설트 스트라이커 팩"을 장비한 "퍼펙트 스트라이크 건담"이 등장한다.
덧붙여 HD 리마스터화에서 작업은 비주얼만 한 것으로 애프터 레코딩은 되지 않았기 때문에 작품 속 등장인물들이 특별히 퍼펙트 스트라이크 건담을 언급하지는 않는다.
이러한 세 가지 스트라이커 팩을 동시에 갖춘 형태로는 2004년에 발매된 BB 전사판 프라모델에 게재된 오리지널 형태인 "슈퍼 스트라이크 건담"이 존재한다. 코믹 봉봉 부록의 건프라 무장에 1/144 키트를 사용한 "슈퍼 그레이드 스트라이크 건담(SGSG)"으로도 등장한다.

#### 드라이그 스트라이크 건담
드라이그 스트라이크 건담은 메탈빌드 오리지널 MSV(모빌 슈트 베리에이션) 기획으로 설정된 기체이다. 액타이온 인더스트리사의 기술 주임을 맡고 있는 발레리오 발레리가 액타이온 프로젝트에 이은 모빌 슈트 개발 계획으로서, 라이벌인 로우 귤과 콜렉터인 카이트 마디건의 협력 하에 추진하는 "얼터너티브 프로젝트"에 의해 개발된 최초의 기체이다. 재건된 스트라이크 건담을 베이스로 로우 귤이 개발한 칼레드볼프를 최대한 운용할 수 있도록 아스트레이의 등쪽 규격 접합용 커넥터가 내장된 "백팩 조인트"라 불리는 칼레드볼프 장비용 암 및 제어 장치가 내장된 백팩, 마찬가지로 자유자재로 가동하는 암 접합이 가능한 어깨 조인트를 스트라이커 팩 접속 커넥터를 통해 칼레드볼프를 장착할 수 있다.
플라이트 유닛 장비
얼터너티브 프로젝트의 2번째 기체이다. 로우 귤이 M1 아스트레이의 백팩을 아스트레이 레드 프레임용으로 개조한 플라이트 유닛을 개량해서 드라이그 스트라이크 건담의 기체 OS는 개조하지 않고 플라이트 유닛 측에서 매칭하는 용도로 장비한 것이다. 원래 이 플라이트 유닛은 상단에 칼레드볼프 1대를 장착할 수 있지만, 플라이트 유닛 양 측면에 장착되어 있는 연료 탱크 겸용 윙 부위를 칼레드볼프 장비용 암과 적절하게 교환함으로써 추가로 2대의 칼레드볼프를 복수 운용할 수 있는 기능이 추가되었으며, 드라이그 스트라이크 건담에 장착할 수 있는 어깨, 백팩 조인트에 장착 가능한 암이나 본체의 팔 등 모두 합치면 최대 13대의 칼레드볼프를 운용할 수 있다고 되어 있다.

### 스트라이크 건담 (재생기)
대전 후, 지구연합군은 제81독립기동군 "팬텀 페인"이 액타이온 인더스트리사를 중심으로 한 복수의 기업들의 기술 협력을 받아 추진한 에이스 파일럿 전용 커스터마이즈 모빌 슈트(MS) 개발 계획, 통칭 "액타이온 프로젝트"에 따라 재생산한 기체이다.
전담 파일럿은 호아킨 중령 휘하의 특수전 MS 소대 소속 파일럿인 스웬 칼 바얀 중위이다.
야킨 두에 전투 후 팬텀 페인의 신형기는 핵엔진을 탑재한 기체를 상정하고 있었지만, 유니우스 조약의 발효에 따라 계획이 틀어졌다. 따라서 이미 개발 중이던 윈덤과 같은 양산기와는 별도로 에이스 전용 원 오프 커스텀기의 개발이 시작되었다. 이러한 개발의 베이스가 된 것이 초기 GAT-X 시리즈 5기이다. 이 기체들은 나중에 양산기 개발을 위한 데이터 수집을 상정해 극한까지 향상된 기술이 도입되었다는 점과 운용 데이터가 풍부하다는 점에서 선정되었다.
그 중 1기가 이 과정에서 재생산된 스트라이크 건담이다. 액타이온 프로젝트에서는 이를 설계대로 재생산해 실전 데이터를 바탕으로 커스터마이즈할 계획이었다. 이 기체는 페이즈 시프트 장갑의 소비 전력과 강도의 균형을 이루어서 기체색이 어두워졌다. 또한 모든 전투 상황에 대응하기 위해 장착하는 스트라이커 팩은 I.W.S.P.(Integrated Weapons Striker Pack, 통합 무장 스트라이커 팩)가 선택되었다. 그리고 이 기체와 스트라이커를 개량한 기체가 "느와르 스트라이커 팩"을 장착한 "스트라이크 느와르"이다.
이 기체는 건담 프라모델 〈1/100 MG 스트라이크 건담+I.W.S.P.〉의 발매에 맞추어 신규 설정된 기체이다.

## 스트라이크 루즈
건담 시리즈에서는 2002년부터 2003년까지 방송된 《기동전사 건담 SEED》에서 처음으로 등장했다.
《기동전사 건담 SEED》에서 설정 제작을 담당한 시모무라 케이지는 칼럼에서 스트라이크 루즈의 등장은 프로그램 본방송의 꽤 이전부터 결정되어 있었지만, 일시적으로 흐지부지되어 우주에서의 등장이 결정되었다고 한다. 또한 파일럿의 선정에 있어서 "건담의 역대 작품에서 여성 파일럿은 악행을 추구하는 경우가 많았다"는 이유로 각본 담당의 모로사와 치아키는 프레이 알스터를 후보로 거론했지만 감독인 후쿠다 미츠오가 카가리 유라 아스하를 제안해 최종적으로 카가리 유라 아스하가 스트라이크 루즈의 파일럿으로 결정되었다.
설정 해설
스트라이크 루즈는 모르겐레테사가 오브 근해에서의 이지스 건담과의 전투에서 중파되어 회수된 스트라이크 건담으로부터 취득한 데이터와 스트라이크 건담을 복구할 때 제작한 예비 부품들로 제작한 기체이다.
기체 구조는 오리지널 스트라이크 건담의 데드 카피이지만, 일부 부품은 고성능 부품으로 교체하고 조정과 개량이 이루어졌다. 새로이 개발된 대용량의 배터리 팩 "파워 익스텐더"를 탑재해서 활동 시간이 연장되었다. 에너지 변환 효율의 향상에 따라 페이즈 시프트 장갑으로의 전력 공급도 증가하고, 기동시 장갑의 색깔도 보다 붉은색으로 변화하고 장갑의 강도도 향상되었다. 또한 OS는 내추럴용을 도입하였고, 조종에 익숙하지 않은 카가리를 지원하기 위해 제어 계통은 오브가 독자 개발한 조종 지원 AI 시스템을 탑재하고 있다.
스트라이크 루즈의 건조는 오브 본국에서 각각의 파츠가 완성되어 있었지만 지구연합군의 오브 침공 작전에 의해 오노고로섬이 붕괴되는 바람에 쿠사나기함에 의해 우주로 운반되어 이후 약 1개월간 쿠사나기함 내에서 최종 조립과 조정이 이루어지게 되었다. 그리고 스트라이크 루즈의 파일럿은 지휘관인 카가리 유라 아스하가 맡게 되었다.
장착할 스트라이커 팩은 "강할 것 같아서"라는 카가리의 희망에 따라 I.W.S.P.로 선정되었다. 기술진은 카가리의 역량으로는 I.W.S.P.를 다루지 못할 것이라고 보았지만, 애초에 카가리가 탑승한 스트라이크 루즈는 어디까지나 전장에서의 사기 진작을 위해서 운용하고, 최일선에서의 전투는 하지 않는다는 전제 하에 I.W.S.P.의 장착을 승낙했다. I.W.S.P. 운용 테스트에서 장비의 증가에 따른 조종이 복잡해져서 카가리는 I.W.S.P.를 제대로 취급하지 못했고, 테스트 후에 카가리는 팩의 변경을 요구했다. 카가리가 실전 참가 의사를 밝힘에 따라 에일 스트라이커 팩을 장착하고 출전하는 것으로 결정되었다. 에일 스트라이커 팩과 스트라이크 루즈 본체의 각종 조정에 시간이 걸렸고, 제2차 야킨 두에 공방전 직전에 최종 완성되었다. 루키 파일럿인 카가리와 함께 스트라이크 루즈는 선전하여 몇 기의 모빌 슈트와 핵 미사일을 격파했으며, 제네시스로부터 아스란 자라를 구출하는 데 성공한다.
종전 후 평화 시기에는 실전에서 사용하지 않았던 I.W.S.P.를 장착하고 오브의 행사 등에 사용되었다.

C.E. 73년의 대전(《기동전사 건담 SEED DESTINY》)에서는 대기권을 비행할 수 있도록 개량된 에일 스트라이커 팩을 장착하고, 오브군에 철수를 권고하는 카가리의 기체로 사용되었고, 지구연합군의 베를린 침공시에는 시민들을 지키는 방패막이로 활약하였다. 자프트군이 이터널을 추격하여 전투가 벌어졌을 때에는 키라 야마토가 탑승하기도 했다.

### 스트라이크 루즈의 기체 구조
조종 지원 AI
코즈믹 이라(C.E.)의 세계관에서는 AI 기술이 보급되어 있으며, 행정 업무 등에서도 지원 AI가 이용되고 있다. 또한 오브의 모르겐레테사에서는 양자 컴퓨터에 인격을 갖춘 AI를 도입하고 MS 설계나 시뮬레이션에 이를 이용하였다.
스트라이크 루즈에 탑재된 조종 지원 AI는 정크길드가 소유한 유사 인격 컴퓨터의 데이터를 기반으로 만든 것으로 조종에 익숙하지 않은 파일럿을 위해 도입되었다. 이러한 AI는 파일럿의 조종과 상황을 판단해서 조종 실수를 커버하고 회피 행동을 자동으로 하게 끔 프로그램 되어 있다. 이후 스트라이크 루즈의 지원 AI는 발전되어 건담 아스트레이 그린 프레임에도 탑재되었다. 이러한 지원 AI에 의해서 파일럿의 행동을 서포트하는 시스템은 C.E. 73년 이후의 대전기에 내추럴에서는 널리 보급되어 있었지만, 코디네이터인 자프트에서는 부족한 인원을 커버하기 위한 무인기 연구에 이용되었다.
OS
키라 야마토에 의해서 개량된 내추럴용 OS를 탑재한 것 외에도 헬리오폴리스에서 개발이 진행되고 있던 내추럴용 OS의 기술이 시험적으로 추가 도입되었다. 헬리오폴리스에서 개발되던 이 내추럴용 OS 기술은 나중에 보다 발전되어 건담 아스트레이 그린 프레임에 탑재되었다.
파워 익스텐더
스트라이크 루즈의 전원 계통에 추가된 대용량 파워 팩이다. 원래는 PMP사가 개발을 진행시키고 있던 것이었지만 개발이 좌초된 후에 모르겐레테사가 데이터를 입수해 독자적인 기술을 도입해서 완성시켰다.
스트라이크 루즈에 탑재된 파워 익스텐더는 나중에 일반화되었고, 스트라이크 E와 세컨드 스테이지 시리즈 등에 탑재되었다.
페이즈 시프트 장갑
원래 오브는 페이즈 시프트 장갑(PS 장갑) 기술을 보유하고 있지 않은 국가였지만, 스트라이크 건담을 회수함으로써 페이즈 시프트 장갑 기술 취득에 성공하게 되었다. 스트라이크 루즈에 탑재된 페이즈 시프트 장갑은 스트라이크 건담 복구시 아메노미하시라에서 생산된 페이즈 시프트 장갑 재료를 사용하고 있다. 또한 스트라이크 루즈의 페이즈 시프트 장갑은 원형 기체인 스트라이크 건담과는 달리 붉은색이 주된 색이다. 기동시 장갑 색상의 변화는 파워 익스텐더를 탑재하여 에너지 효율이 향상된 점과 탑재한 AI가 파일럿의 생존 능력을 우선시해서 파워 익스텐더의 제어계에 개입한 결과에 따른 것이다. 따라서 기체의 설정값을 변경하면 스트라이크 건담과 같은 색상으로 변경하는 것도 가능하다.
이 기술은 나중에 유출되어서 자프트가 개발한 임펄스 건담을 필두로 하는 세컨드 스테이지 시리즈의 VPS 장갑(배리어블 페이즈 시프트 장갑)은 스트라이크 루즈의 PS 장갑을 원형으로 개발되었다.
마킹
스트라이크 루즈의 왼쪽 어깨에는 "오브의 사자"로 불리던 카가리의 아버지인 우즈미 나라 아스하를 상징하는 사자에 카가리가 좋아하는 백합꽃이 퍼스널 마킹으로 새겨져 있다.
이러한 퍼스널 마킹의 디자인은 《기동전사 건담 SEED》 애니메이션 시리즈에서 카가리 유라 아스하 역을 맡은 신도 나오미의 아이디어를 받아들여 치프 메카닉 작화 감독인 시게타 사토시가 적용시킨 것이다.
또한 우주전투함 쿠사나기의 함재기로 왼쪽 어깨와 발목에 기체 식별 번호인 "210"이 새겨져 있다.

### 스트라이크 루즈의 작품 내에서의 활약
《기동전사 건담 SEED》에서는 오브가 지구연합군의 침공을 받던 시기에 스트라이크 루즈의 부품들이 완성된지 얼마되지 않은 상태였으며, 오브의 항복으로 쿠사나기함으로 부품들을 우주로 운반하여 약 1개월의 조립 작업을 거쳐 완성되었다. 따라서 애니메이션 본편에서의 첫 출진은 제2차 야킨 두에 공방전의 최종 결전이다. 최종 결전에서 스트라이크 루즈는 아사기, 마유라, 줄리의 죽음으로 카가리가 SEED를 발현시킨 결과 기체의 스펙을 뛰어 넘는 활약을 보였다. 게다가 키쿠치와 카노우가 조종한 M1 아스트레이, 아스란의 저스티스 건담과 함께 야킨 두에로 돌입하여 최종적으로 아스란과 함께 생환하였으며, 프로비던스 건담과의 결전으로 프리덤 건담이 대파된 후 우주 공간에 있던 키라 야마토에게로 향하였다.
한편, 출판 매체에서는 실전 투입에 앞서 오브군의 키쿠치와 카노우가 탑승한 M1 아스트레이와 함께 I.W.S.P.를 장착한 상태에서 테스트를 실시하고 있다. 카가리는 I.W.S.P.를 잘 다룰 수 없었기 때문에 테스트 종료 후에 카가리는 장비 변경을 요구하였다. 또한 소설판에서는 아스란, 아사기와 함께 에일 스트라이커 팩을 장비한 상태에서의 모의전을 하는 모습이 그려졌다. 소설에서 위험한 데브리 지대를 비행한 후 자세 제어 실수를 일으켜 제동 불능에 빠졌지만, 저스티스 건담에게 구출되었다.
《기동전사 건담 SEED DESTINY》에서도 카가리의 전용 기체로 등장한다. 1쿨 오프닝에서는 I.W.S.P.를 장비한 모습으로 등장했지만, 본편에서는 일관되게 에일 스트라이커를 장비하고 있다.
자프트군 함대에 포착되어 궁지에 몰린 이터널을 지키기 위해 임펄스 건담과의 전투에서 프리덤 건담을 파괴당한 키라가 카가리에게 스트라이크 루즈를 빌릴 때, 기체의 OS는 키라에 의해 오리지널 스트라이크 건담과 같은 설정으로 조정되어 페이즈 시프트 장갑의 색도 트리콜로 색상으로 변하였다. 대기권 이탈시에 전용 부스터 유닛인 "스트라이커 부스터"를 장착해 발사되었다.
우주에서 앤드류 발트펠트의 가이아 건담과 합류해 자쿠 워리어와 구프 이그나이티드를 상대로 수 대를 전투불능 상태로 만들었지만, 수와 성능에서 앞서는 적의 맹공에 열세를 면치 못하고 실드를 쥔 왼팔을 파괴당하고 다리도 파괴당한 상태로 이터널에 강제 착함하게 된다. 키라가 이터널 함내에 탑재되어 있던 신형기인 스트라이크 프리덤 건담으로 갈아타는 것으로 스트라이크 루즈는 그 역할을 끝내고, 이후로 작품 내에 등장하지 않는다.
닌텐도 DS 소프트 《슈퍼로봇대전 K》에서 카가리가 탑승하면 통상적인 핑크 색상이지만 다른 《기동전사 건담 SEED》계 파일럿이 탑승하면 기체색이 GAT-X105와 같은 트리콜로 색상으로 바뀐다(실드와 트윈 아이등도 GAT-X105 사양이 된다).

### 스트라이크 루즈 오오토리 장비
《기동전사 건담 SEED DESTINY》의 HD 리마스터 버전에 등장하는 전용 스트라이커 팩인 "EW454F 오오토리"를 장비한 스트라이크 루즈이다. 자프트군에 둘러싸인 이터널을 지키기 위해 키라가 탑승했을 때에는 적에게 3기의 소형 미사일을 전탄 발사하고 빔 라이플을 가이아 건담에게 던지고, 대형 대함도를 적에게 던진 후 오오토리를 분리해 적에게 돌격하는 등 분투했지만, 스트라이크 루즈는 대파 당해 이터널에 착함하고 키라가 스트라이크 프리덤 건담에 갈아타는 것으로 역할을 끝낸다.

### 스트라이크 부스터
《기동전사 건담 SEED DESTINY》 제38화에서 자프트군에 둘러싸인 이터널을 지키기 위해 지상에서 대기권 돌파를 위해 스트라이크 루즈에 장착된 옵션이다. 스트라이크 루즈의 하체를 수납하는 형태로 장착된다. 대기권 탈출용 보조 추진 장치로 대기권 이탈 후 자동으로 제거된다. 작품 내에서는 스트라이크 부스터를 장착한 상태에서 빔 포격으로 적부대의 일부를 행동 불능으로 만든 후에 제거되었다.
스트라이크 부스터는 셔틀용 유닛을 급히 조정한 것으로 스트라이크 계열기의 정식 옵션은 아니다.

## 스트라이크 E
《기동전사 건담 SEED C.E.73 Δ ASTRAY》, 《기동전사 건담 SEED C.E.73 STARGAZER PHANTOM PAIN REPORT》, 《기동전사 건담 SEED FRAME ASTRAYS》에 등장하는 기체이다.
스트라이크 (재생기)로부터 축적된 실제 기동 데이터를 바탕으로 스트라이크 건담을 강화, 발전시킨 기체이다. 스웬 칼 바얀 전용의 커스터마이즈 안을 바탕으로 각 부분에 강화, 개수가 이루어졌다.
머리에 냉각 시스템의 배치 검토에 따라 마스크 중앙의 덕트 슬릿이 변경되었다. 어깨 부분에 서브 스러스터가 증설되었다. 또한 파워 익스텐더를 탑재하였다. 동시에 에너지 효율성이 높아져서 가동시간이 증가하였다. 또한 스트라이크 건담에서 향상된 팔, 다리의 분산처리 시스템도 대전 이후의 데이터가 피드백되어 보다 정교해졌다. 또한 제어계는 AI를 도입하는 것과 동시에 OS, 인터페이스, 무선통신 시스템 등도 개량이 이루어졌다.
팬텀 페인과 개발 기업은 초기부터 스트라이크 E의 범용성에 주목하고 있었으며, "액타이온 프로젝트"에서 제조된 다른 4기와 달리 스웬의 기체 외에도 시험기로 여러 대가 제조되었다. 일설에는 스트라이크 E가 팬텀 페인의 차기 주력기 개발의 테스트베드로 개발되고 있었다고 하지만, 진상은 명확하지 않다.

### 스트라이크 E의 기체 구조
배리어블 페이즈 시프트 장갑
스트라이크 E는 배리어블 페이즈 시프트 장갑(VPS 장갑)을 채용하고 있다. 이에 따라 장비에 맞게 전력 공급을 바꾸는 것이 가능하다. I.W.S.P.를 탑재했을 시에는 개수 전과 같은 색상, 스트라이크 느와르 시에는 검은색, 어나더 트라이얼 런처 스트라이커 장착시에는 녹색, 어나더 트라이얼 소드 스트라이커 장착시에는 스카이 블루 등의 컬러 패턴이 확인된다.
서브 스러스터
스트라이크 E는 어깨에 새로운 서브 스러스터가 증설되어 있다. 이로 인해 소드 스트라이커 팩이나 런처 스트라이커 팩 등 일부 스트라이커 팩에서 장비가 서로 간섭하기 때문에 새로이 어나더 트라이얼 스트라이커 팩이 개발되었다.

### 스트라이크 E의 무장
M2M5 토데스 슐레켄 12.5mm 자동 근접 방어 화기
대거 L 이후의 연합계 모빌 슈트에 표준 장비되는 양쪽 머리 부분의 대공 방어 기관포이다. 구경은 이겔슈테른보다 작아졌는데, 이는 위력보다는 대인, 대차량용으로 휴대 탄수를 중시했기 때문이다.
M8F-SB1 빔 라이플 쇼티
아머 슈나이더 대신 양쪽 허리에 장착된 사격 무장이다. 접근전에서의 대처와 연사 능력을 중시해 총신을 권총 사이즈로 축소하였다. 이에 따른 빔 수렴률의 저하로 유효사거리는 15% 정도 낮아졌지만, 근접전투를 상정한 기체에 대한 실제 운용 과정에서는 별다른 지장은 일어나지 않았다.
EQS1358 앵커 런처
두 손바닥과 두 발끝, 뒷꿈치에 내장된 와이어 앵커이다. 이 장비는 강화 개수시 스웬의 희망을 받아들여 구현되었다. 특수한 고분자 물질로 구성된 와이어는 모빌 슈트(MS) 클래스의 질량을 걸 수 있을 정도의 강도를 가지고 있으며 자기 고정이나 견인, 적기 포획, 직접 타격 등 다양한 용도로 사용된다. 이 장비를 내장할 공간을 확보하기 위해 양 손과 발에 어레인지가 이루어졌다.
57mm 고 에너지 빔 라이플
개수되기 전과 동일한 장비이다.
175mm 그레네이드 런처 장비 57mm 고 에너지 빔 라이플
듀얼 건담의 주무장과 동일한 형태의 그레네이드 런처 내장형 빔 라이플이다. 연합제의 빔 병기로는 가장 오래된 형태 중 하나이지만, 신뢰성이 높아 애용하는 파일럿이 많다. 《기동전사 건담 SEED C.E.73 STARGAZER》 제2화에서 스웬기가 키르기스 플랜트 방위 임무시 2정을 휴대하고 출격하는 장면이 있지만, 실제로 사용되는 묘사는 없다(월간 건담 에이스 연재의 만화판(작화: 모리야 나오키)에서는 발포씬이 존재한다).
대 빔 실드
개수되지 전과 동일한 장비이다. 《기동전사 건담 SEED FRAME ASTRAYS》에서 루카스 오도넬 전용기가 모의전에서 사용하였다.

### 스트라이크 느와르 건담
2006년 애니메이션 작품인 《기동전사 건담 SEED C.E.73 STARGAZER》에 등장한다.
메카닉 디자인은 오오카와라 쿠니오가 담당했다. 오오카와라는 DVD 인터뷰에서 스트라이크 건담을 반악(半悪)으로 하는 컨셉으로 했고, 머리에는 싸움의 상처를 이미지화한 의장을 실시했다고 밝혔다. 또한 반다이 측의 요구에 따라 손목에 스냅 기구를 도입하기 위한 디자인이 담겨 있다.
"액타이온 프로젝트"에서 생산된 5기의 G병기 중 스트라이크 재생기는 I.W.S.P.를 장비한 "스트라이크 I.W.S.P."로 스웬 칼 바얀 중위에 의해 운용되었다. 그리고 그 탑승 실전 데이터에 근거해 개수한 "스트라이크 E"에 I.W.S.P.를 개량한 전용 스트라이커 팩인 "느와르 스트라이커"를 표준 탑재한 기체가 이 스트라이크 느와르 건담이다. 파워 익스텐더의 개량으로 페이즈 시프트 장갑(PS 장갑)이 검은색을 띠고스트라이커 장비와의 관계 때문에 "느와르"(프랑스어로 "검은색"이란 뜻)라고 불린다.
느와르 스트라이커 건담은 대함도 2자루와 큰 위력을 지닌 레일건 2문을 겸비한 범용한 장비로 각 레인지에 대응한 성능을 가지고 있다. 그러나 그 성능 특성 때문에 다루기가 어려워서 에이스 파일럿이 아니면 조종하기 힘든 기체이다. 또한 팬텀 페인의 주요 전술인 집단전에 맞추어 근거리를 블루 듀얼 건담, 원거리를 베르데 버스터 건담과 연계하여 서로 보완하는 것을 전제로 전술이 작성되어 있기 때문에 스트라이크 E와 함께 장비 구성은 근접 전투에 주안점을 둔 세팅과 개발이 이루어지고 있다. 또한 기존과 달리 스트라이커 팩 자체에도 페이즈 시프트 장갑이 장착되어서 전용 실드는 장비되어 있지 않다.

### 루카스 오도넬 전용기
《기동전사 건담 SEED FRAME ASTRAYS》에 등장한다. 자프트군의 탈영병으로 현재 후지야마사가 책임을 맡고 있는 지구연합군 모빌 슈트 파일럿 루카스 오도넬이 탑승하는 기체이다.
I.W.S.P.외에 각종 어나더 트라이얼 스트라이커를 임무에 따라 환장한다. 사지제어 분산처리 프로그램을 루카스가 개량한 것으로 통상적인 스트라이크 E에 비해 기체 성능이 향상되었다. I.W.S.P.나 어나더 트라이얼 스트라이커를 장비하고 자프트와 교전하였다. 제4군 결기 직전의 교전에서 왼팔이 파손되었다. 루카스가 라이고우 건담으로 갈아탔기 때문에, 그 후의 기체의 행방은 불명이다.

### 스트라이크 E의 작품 내에서의 활약
스웬 칼 바얀의 탑승기(스트라이크 느와르 건담)는 《기동전사 건담 SEED C.E.73 STARGAZER》의 전체에 걸쳐 등장한다. 팬텀 페인의 기체로 운용된 스트라이크 느와르 건담은 브레이크 더 월드 사건 후, 키르기스 플랜트를 습격한 자프트군의 섬멸 임무를 맡아 블루 듀얼 건담, 베르데 버스터 건담과 함께 현장으로 급파, 이를 진압하였다. 또한 서유라시아 지방에서 한니발급 육상 전함 보나파르트의 방위 임무를 맡은 후, 고도의 자율형 AI 유닛을 갖는 D.S.S.D.제의 우주탐사용 모빌 슈트인 GSX-401FW 스타게이저의 탈취 임무를 받고 트로야 스테이션을 습격했다. 베르데 버스터 건담과 함께 압도적인 전투력으로 보안부의 시빌리안 아스트레이를 다수 격추하고, 출격한 스타게이저와 마주한다. 격전 끝에 스타게이저에 포박되어 그대로 부아튀르 뤼미에르의 초가속으로 전투 공역을 이탈하여 태양 저편까지 날아가 버렸다. 이때 강렬한 가속도로 인한 데미지로 기체는 크게 파손되었고, 지구로 다시 귀환하기 위해 남은 에너지를 스타게이저에게 공급하고 버려진다.
스웬 칼 바얀의 탑승기는 《기동전사 건담 SEED C.E.73 Δ ASTRAY》에서도 활약하였으며, 지구를 시찰하러 온 마샨의 기체 델타 아스트레이와 2번에 걸쳐 교전했다. 작품 내에서는 거의 느와르 스트라이커를 장비하고 활약했지만, 펜텀 페인 리포트 및 두 번째 마샨과의 전투에서 I.W.S.P. 장비를 선보였다. 이때의 I.W.S.P.는 전투 중에 파괴된 느와르 스트라이커를 대체한 것으로 동행하고 있던 105 슬로터 대거가 장비하고 있던 I.W.S.P.를 환장한 것이다.
전격 하비 매거진 연재의 포토 스토리 《기동전사 건담 SEED C.E.73 STARGAZER PHANTOM PAIN REPORT》에서는 다나 스닙과 에밀리오 브로데릭의 탑승기가 등장한다. 프리랜서 저널리스트 제스 리브르, 아그니스 브라에 등 마샨들이 찾아간 팬텀 페인의 지하 시설에 같은 스트라이커를 장비한 2기가 방치되어 있었지만, 동행한 전 팬텀 페인의 멤버 에밀리오 브로데릭 중위와 다나 스닙 중위 2명이 갑자기 도주하여 이 2기를 타고 탈주를 시도한다. 그러나 돌연 에밀리오 탑승기가 어나더 트라이얼 소드 스트라이커 장비의 슈베르트 게베르로 다나 탑승기의 어나더 트라이얼 런처 스트라이커 장비기를 양단하고, 에밀리오기는 그대로 투항한다.

## 게일 스트라이크 건담
《기동전사 건담 SEED VS ASTRAY》에 등장한다. 라이브러리안이 스트라이크 건담을 자체 개수 재설계한 기체이다. 형식번호의 첫머리의 "LG"는 "라이브러리안 게일"의 약자이고, "게일"은 영어로 "질풍"을 의미한다.
탑승하고 있는 파일럿 ND-HE는 무라쿠모 가이의 전투 능력이 부가된 카본 휴먼이기 때문에 설계는 거기에 맞춘 근접 격투에 중점을 두고 있으며, 각 관절의 구동 부분에 신기술을 도입하여 운동성을 철처하게 강화하고 있다. 이러한 개수에 의해 오리지널 스트라이크 건담에 비해 전체 높이와 중량이 증가하였다.
양쪽 어깨에 에일 스트라이커의 추력 편향 부스터를 이식하여 전방위로의 급격한 가속과 감속, 선회 기능이 가능하다. 허리에 윙 소가 새롭게 장착되어 아머 슈나이더는 양 팔뚝으로 내장 부분이 변경되었다.

### 게일 스트라이크 건담의 무장
윙 소
양쪽 허리에 장비된 2자루의 대검이다. 아머 슈나이더와 같은 진동 검의 일종이며, 절단 대상에 따라 진동 주파수를 조절함으로써 안정된 절단 능력을 발휘한다. 다만 데이터에 없는 미지의 소재에 대해서는 절단 능력이 저하되는 단점을 가지고 있다. 손에 쥐었을 때는 자세 제어를 위한 안정된 날개 역할을 하고 팔을 움직이는 것으로 다양한 운동성을 기체에 부여할 수 있다.
적기를 공격할 때마다 데이터를 축적하는 기능을 가지고 있으며, 미리 특정 기체의 장갑 데이터를 보유하고 있다면 페이즈 시프트 장갑도 절단이 가능하다.
실드 스트라이커
게일 스트라이크 건담이 표준으로 장비하는 고기동형 스트라이커 팩이다. 에일 스트라이커 상단의 부스터 2기와 중앙의 배터리 팩을 유용하고 있다. 또한 격투시의 처리와 뒤쪽의 방어력 강화의 목적으로 유닛 상단에 실드를 설치하였다.

## 라이고우 건담
《기동전사 건담 SEED FRAME ASTRAYS》에 등장한다. 기체명 "라이고우"는 한자 표기로 뇌굉(雷轟)이라고 쓴다. 《기동전사 건담 SEED FRAME ASTRAYS》에 라이고우 건담이 등장하기 전에 "MS 개발 계보도"에서 라이고우 건담에 해당하는 기체는 "동아시아 건담"이라는 명칭이 붙여져 있었다. 기체의 디자인은 오오카와라 쿠니오가 하였다.
설정 해설
동아시아 공화국의 군사기업 후지야마사가 스트라이크 E를 베이스로 루카스 오도넬에 의한 운용 데이터를 바탕으로 개발한 모빌 슈트이다. 마스크에 가로로 1개의 슬릿을 가지고 있다.
액타이온 프로젝트에서 개량 개발된 스트라이크 E는 범용성에서 향후 지구연합군의 기체 개발에 새로운 시작점이 될 수 있는 가능성을 내포하고 있었다. 이 계획에 기업팀의 한 회사로 참여하고 있던 후지야마사는 이에 착안해 스트라이크 E를 바탕으로 새로운 기체의 개발계획을 시작했다. 지금까지 코스모 그래스퍼 등의 모빌 아머(MA)의 개발을 주축으로 삼고 있었기 때문에 모빌 슈트(MS) 개발에서 다른 업체에 뒤져 있던 후지야마사는 이를 발판으로 지구연합군의 군수산업의 핵심 기업이 되고자 했다. 그 컨셉 모델로 만들어진 것이 라이고우 건담이다.
기존의 스트라이커 팩들은 모두 사용가능하며, 여기에 에일, 런처, 소드 스트라이커를 삼종신기에 비유하여 각각 발전시킨 3가지 어나더 스트라이커 "익경(스페큘럼)", "곡옥(섬블릿)", "성검(칼리번)"을 환장해서 사용한다. 장갑 재질은 배리어블 페이즈 시프트 장갑(VPS 장갑)을 채용하고 있으며 스트라이크 E와 마찬가지로 환장하는 장비에 따라 장갑의 색이 변한다.

### 라이고우 건담의 무장
머리기관포
머리 덕트에 설치되어 있다. 이겔슈테른이나 토데스 슐레켄처럼 모델명은 밝혀지지 않았다.
어깨기관포
본체 바디 블록에 설치되어 있다.
57mm 고 에너지 빔 라이플
스트라이크 건담에 장비된 것과 동일한 빔 라이플이다.
대 빔 실드
스트라이크 건담에 장비된 것과 동일한 대 빔 실드이다.
스몰 실드
팔에 장착이 가능한 옵션이다. GAT-X105에서 본체 사이드 스커트에 수납되어 있던 아머 슈나어더는 여기에 수납하는 방식으로 변경되었다.
아머 슈나이더
접이식 모델이지만 디자인은 핑거링이 있는 것으로 변경되었다.

### 라이고우 건담의 작품 내에서의 활약
아시아권 정글 지대의 기지에서 루카스 오도넬과 용병부대 "서펜트 테일"의 리더인 무라쿠모 가이를 테스트 파일럿으로 시험 운용을 하고 있었지만, 정비 도크에 침입한 PMC(민간 군사 회사) 소속의 전투용 코디네이터 스이에 의해 스페큘럼 스트라이커를 장착한 상태로 강탈당하고 그 후 제4군을 결성한 루카스에게 넘겨졌다. 다른 스트라이크 팩 등의 전용 장비도 루카스에 의해 반출되었다.
그 후 무라쿠모 가이가 탑승한 아스트레이 블루 프레임 서드와의 전투에서 왼팔과 콕피트를 파괴당하고 회수되었다.

## 같이 보기
- 건담 시리즈의 병기 목록
- 기동전사 건담 SEED
- 스트라이커 팩 시스템
- 프리덤 건담
- 이지스 건담

## 주해
1. ↑  〈1/100 MG 에일 스트라이크 건담 Ver.RM〉에 부속된 데칼을 참조.
2. ↑  한편 2009년의 외전 작품 《기동전사 건담 SEED FRAE ASTRAYS》에서는 작품 중에서 "라이고우 건담"이라고 호칭되는 경우도 볼 수 있다.[7]
3. ↑  기체의 색상은 흰색, 파란색, 빨간색의 기존 작품들의 건담 타입에 많은 트리콜로이다.
4. ↑  자료에 따라서는 오브에서 개수 후에 파워 익스텐더를 추가했다고 여겨지는 것도 존재한다.[11]
5. ↑  애니메이션 본편 제30화(리마스터판 제28화).
6. ↑  다만, 무우 라 프라가의 탑승시에는 소드 스트라이커는 사용되지 않았다.
7. ↑  C.E.의 모빌 슈트들은 머리에 메인 카메라를 가지고 있지만, 기체의 곳곳에 보조 카메라가 존재하기 때문에 기체의 일부를 노출하는 것만으로 적기를 탐지하는 것이 가능하다.[23]
8. ↑  C.E.에서는 모빌 슈트(MS)뿐만 아니라 양자 컴퓨터가 일반화되어 보급되고 있다.[29] 설정을 담당한 모리타 시게루는 인체의 생체 조직을 본뜬 것으로 하고 있지만,[30] 자세한 내용은 밝혀지지 않았다.
9. ↑  키라 야마토를 제외하고 "건담"이라는 명칭이 사용된 예로는 애니메이션 《기동전사 건담 SEED DESTINY》 제1화에서 카가리 유라 아스하, 제2화에서 스팅 오클레이가 사용하였다.
10. ↑  사막은 서있는 것이 불안정한 지면이므로 바쿠와 같은 특화된 기체에 비해 범용 기체인 스트라이크 건담은 미끌릴 수 밖에 없었다. 사막에서의 싸움에서 키라는 접지할 때 압력을 고려하여 운동 프로그램의 마찰 계수를 수정함으로써 이에 대처했다.[38] 한편 《기동전사 건담 SEED》시리즈에서 설정을 담당한 시모무라 케이지는 서적의 기사에서 키라는 사막에서의 전투에서 댐퍼의 설정을 조절한 것이라고 설명하고 있다.[39]
11. ↑  설정을 담당한 모리타 시게루는 인터뷰에서 애니메이션 작중 묘사에서 초기 GAT-X에서는 스트라이크 건담에만 탑재된 기구가 아닌가라는 견해를 나타내고 있다.[40]
12. ↑  이 호칭은 SEED DESTINY MSV Vol.6 GAT-SO2R N대거N 모리타 시게루의 해설로부터 유래되었다.[45] 또한 본 장비는 매체에 따라 표기에 차이가 있으며, 그 이전의 SEED MSV Vol.15 GAT-01A1 대거의 해설에서는 "전투 나이프 아머 슈나이더",[46] 〈HG 에일 스트라이크 건담〉에서는 "어설트 나이프"[8]로 되어 있다.
13. ↑  대 빔 코팅을 한 실드라고 하는 자료도 보인다.[8] 또한, 발사 입력된 빔 에너지를 전력으로 변환하고 장갑 부분 소재의 공진을 자극함과 동시에 분자 수준의 거울면을 형성한다. 빔을 난반사시킴으로써 파괴력을 감쇠시킨다는 자료도 보인다.[55]
14. ↑  본 기체가 건조된 이유 중 하나는 아카츠키의 개발 계획이 동결되었기 때문에 대체기가 필요했다는 점을 들 수 있다.[42] 또한 본 기체의 프레임이나 소모 부품 등은 헬리오폴리스에서 탈출시에 반출한 원형 스트라이크 건담의 예비 부품들도 사용되고 있다.[42]
15. ↑  기본 성능은 GAT-X105 스트라이크 건담과 다르지 않지만, 각 부품이 모르겐레테사의 신규 부품으로 교체되었기 때문에, 기체의 정밀도는 보다 향상되었다는 자료도 존재한다.[71]
16. ↑  작품 중에서는 "루즈"라고 불리는 경우가 많다.
17. ↑  《SD건담 G제네레이션》 시리즈의 해설. 또한 작품 내에서는 일관되게 에일 스트라이커 팩을 장비하며, 소드, 런처 스트라이커 팩을 장착한 상태는 볼 수 없다.
18. ↑  여기에는 카가리를 괴뢰로 삼아 실권 장악을 획책하고 있던 세이란 가문의 의도가 큰 것으로 알려져 있다.[42] 또한 스트라이크 루즈용 I.W.S.P.는 키라가 카가리를 데리고 나왔을 때 그대로 오브에 남겨져 있었다.[74] 그 후 마샨(화성인)과의 교전에서 스웬 칼 바얀이 탑승하는 스트라이크 E에 장착된 다음의 동향은 확실하지 않다.
19. ↑  《기동전사 건담 SEED DESTINY》 HD 리마스터에서는 오오토리이다.
20. ↑  이러한 모르겐레테사의 설계용 양자 컴퓨터에 인격을 도입시키는 기술은 기술 주임인 에리카 시몬스가 교우한 프로페서로부터 전해진 것으로 알려져 있다.[80]
21. ↑  그린 프레임에 탑재된 AI는 학습형 컴퓨터와 연동된 것으로 높은 회피 성능을 가지고 있다. 그러나 작품 중에서는 페이크에 대응하지 못하는 장면도 볼 수 있었다.[82]
22. ↑  자프트가 이터널을 추격할 때 키라 야마토가 탑재되어 있던 내추럴용 OS를 코디네이터용으로 고쳐서 사용하였다. 스트라이크 루즈의 기체 컬러를 스트라이크와 동일하게 변경한 것은 장갑의 강도를 중시한 사양에서 전력 소비를 낮추고 기동성과 장비를 중시했기 때문이라고 설명하고 있다.[84]
23. ↑  애니메이션이나 소설판에서 키라 야마토가 "내추럴의 신경접합에 대응할 수 있게 된 OS"라고 설명하는 묘사가 있지만 자세한 것은 알려져 있지 않다.[85][86] 한편 소설판에 따라 스트라이커 대거와 M1 아스트레이용 OS는 조종을 컴퓨터가 보조하는 방식을 도입한 것으로 설명되고, 불규칙한 동작에 약점이나 반사 속도의 한계가 시사되고 있다.[87] 또한 이 OS는 시스템의 보조 측면에서 숙련된 코디네이터 파일럿에 대해서는 불리한 측면이 묘사되어 있다.[88]
24. ↑  스트라이크 루즈가 지상에서 조립되기 전의 시점에서 스트라이크 루즈의 제조를 위해 준비되어 있던 페이즈 시프트 장갑 소재의 일부는 에리카 시몬즈의 제안에 의해서 블루 프레임 세컨드의 개수에도 이용되고 있다.[92]
25. ↑  테스트시에는 로우 귤도 입회하고 있었는데 I.W.S.P.의 조종 난이도가 높다는 것과 이를 루키인 카가리가 취급하지 못하고 있는 것을 간과하고 있었다. 로우의 진단으로는 키쿠치와 카노우라면 운용이 가능하다고 한다.[97]
26. ↑  페이즈 시프트 장갑이 아닌 실드인 블랙 계열(GAT-X105는 레드 계열)의 실드를 가지고 있으며, 머리의 트윈 아이는 녹색(GAT-X105는 노란색)이다.
27. ↑  그러나, TV 본방송 버전과는 달리 오른팔은 남아 있다.
28. ↑  설정화고를 참조.[75]
29. ↑  "스트라이크 E 건담"이라고 기술한 자료도 보인다.[100]
30. ↑  "Strike Enhanced Gundam"이라고 기술한 자료도 볼 수 있다.[100]
31. ↑  기체명 및 형식번호 끝에 "E"는 "강화형"을 의미하는 "Enhanced"의 머리 글자이다.[101]
32. ↑  당초에 스트라이크 느와르(스트라이크 E)의 팔에 장비를 추가하는 디자인은 고려되지 않았기 때문에 〈1/144 HG 스트라이크 느와르 건담〉과 같은 초기 키트에서는 장착이 불가능한 장비였다. 이 후에 발매된 프라모델 〈1/100 MG 스트라이크 E〉 및 그 금형을 공유하는 〈1/100 MG 스트라이크 느와르〉의 팔꿈치는 커버가 달린 마운트 래치로 변경되어 실드 등을 장착할 수 있게 되었다. 커버를 분리하면 마운트 래치가 있다는 구조이지만, 어디까지나 프라모델의 설계에서 기존 설정과의 모순을 해결하기 위한 것으로 《기동전사 건담 SEED Δ ASTRAY》등의 스토리에는 커버를 분리하거나 하고 있는 묘사는 없고 간단하게 실드를 팔꿈치에 장착, 분리하고 있다.
33. ↑  반다이의 〈1/144 HG 스트라이크 느와르 건담〉 부속 해설서에 근거하였다. 느와르 스트라이커 팩에 대한 설명에서 팩을 장착하기 전의 기체도 "스트라이크 느와르"라고 적혀져 있다.
34. ↑  건담 프라모델 〈1/144 HG 스트라이크 느와르 건담〉의 발매 시점에서는 파워 익스텐더의 개량에 의한 기체색의 변화를 기체명의 유래로 하여[주 33] 스트라이커 팩을 장착하지 않았을 때의 호칭 변화에 대해서는 언급하지 않았지만, 그 후에 외전 작품인 《기동전사 건담 SEED Δ ASTRAY》의 스토리 전개에서 "스트라이크 E+I.W.S.P."의 등장에 따라 설정이 변경되어 스트라이크 E에 특수전용 스트라이커 팩인 "느와르 스트라이커"를 장착한 기체로 설정되었다. 한편 출판 매체의 외전 《기동전사 건담 SEED Δ ASTRAY》 시리즈의 스토리 및 그 후에 발매된 건담 프라모델 〈1/100 MG 스트라이크 E〉에 부속된 해설서에서는 "GAT-X105E 스트라이크 느와르"라는 고유 기체는 존재하지 않으며, 스웬 칼 바얀 중위가 조종하는 스트라이크 I.W.S.P.가 실전에서 스스로 데이터를 얻어감으로써 개조 제작된 원 메이크 모델이라는 배경도 사라졌다. 거기서는 먼저 소체가 되는 모빌 슈트로 "스트라이크 E"가 새롭게 창작되어 "스트라이크 느와르"란 기체명이 아니고, 스트라이크 E가 느와르 스트라이커 팩을 장착했을 때의 모습을 가리키는 명칭이 되었다. "느와르"라는 이름이 나타내고 있는 검은 기체색은 장착된 스트라이커 팩에 의한 것이며, 스트라이커 팩을 장착하지 않은 기체의 본체(스트라이크 E)는 검은색이 아닌 것으로 설명되었다. 또한 스트라이크 E는 여러 대가 존재하며, 반드시 스웬 칼 바얀 중위가 탄 스트라이크 재생기+I.W.S.P.의 개조기를 지칭하는 것은 아니고 팬텀 페인의 여러 파일럿들에게 지급되는 것으로 되어 있다.
35. ↑  페이즈 시프트 장갑(PS 장갑) 부품 소재의 낮은 생산성으로 인해 느와르 스트라이커는 페이즈 시프트 장갑을 채택한 사양과 페이즈 시프트 장갑을 채택하지 않은 사양으로 여러 대가 생산되었다.[116] 그러나 익스텐디드 파일럿의 등용으로 인재를 충당하는 방향으로 나간 팬텀 페인은 이 장비의 풀 페이즈 시프트 사양의 대부분을 익스텐디드의 탑승기로 돌렸고, 내추럴 탑승기에서 스트라이커 팩의 페이즈 시프트 장갑 채용형이 확인된 것은 스웬 칼 바얀의 기체뿐이다.[116] 그러나 《기동전사 건담 SEED Δ ASTRAY》 작품 중에서는 델타 아스트레이의 실체검에 절단되는 묘사도 볼 수 있다.
36. ↑  따라서 스트라이커 팩을 장착하지 않은 상태에서는 격투용 장비가 없다.

## 참고 문헌
- 서적
  - 《기동전사 건담 SEED MS 백과사전》. 이치진샤. 2008년 7월 1일. ISBN 978-4-7580-1108-2.
  - 《기동전사 건담 SEED DESTINY MS 백과사전》. 이치진샤. 2008년 11월 25일. ISBN 978-4-7580-1126-6.
  - 《기동전사 건담 SEED 코즈믹 이라 메카닉&월드》. 후타바샤. 2012년 11월. ISBN 978-4-575-46469-6.
  - 《하비 재팬 MOOK 기동전사 건담 SEED 모델 Vol.3 SEED MSV편》. 하비 재팬. 2004년 5월. ISBN 4-89425-336-4.
  - 《하비 재팬 MOOK 기동전사 건담 SEED DESTINY 모델 Vol.2 DESTINY MSV편》. 하비 재팬. 2006년 3월 31일. ISBN 4-89425-415-8.
  - 《건담 웨폰즈 기동전사 건담 SEED DESTINY편》. 하비 재팬. 2008년 8월. ISBN 978-4-89425-754-2.
  - 《건담 웨폰즈 기동전사 건담 SEED DESTINY ASTRAY R 턴 레드편》. 하비 재팬. 2014년 12월 18일. ISBN 978-4-7986-0934-8.
  - 《하비 재팬 MOOK 기동전사 건담 SEED 모델 Vol.4 붉은 화염편》. 하비 재팬. 2004년 10월. ISBN 4-89425-347-X.
  - 《기동전사 건담 SEED OFIFICIAL FILE 메카편 Vol.1》. 코단샤. 2003년 2월. ISBN 4-06-334678-1.
  - 《기동전사 건담 SEED OFIFICIAL FILE 메카편 Vol.2》. 코단샤. 2003년 5월 29일. ISBN 4-06-334725-7.
  - 《KC 디럭스-1770 기동전사 건담 SEED OFIFICIAL FILE 메카편 Vol.3》. 코단샤. 2003년 9월. ISBN 4-06-334770-2.
  - 《KC 디럭스-1808 기동전사 건담 SEED OFIFICIAL FILE 메카편 Vol.4》. 코단샤. 2003년 11월. ISBN 4-06-334770-2.
  - 《TV 매거진 특별 편집 엑스트라 기동전사 건담 SEED & SEED DESTINY MOBILE SUIT FILE》. 코단샤. 2005년 5월. ISBN 4-06-179152-4.
  - 오오카와라 쿠니오 (2015년 8월). 《메카닉 디자이너의 작품론 얏타맨, 건담을 그린 장인》. 코우분샤. ISBN 978-4-334-03874-8.
  - 《데이터 컬렉션 17 기동전사 건담 SEED 상권》. 미디어 웍스. 2004년 10월 15일. ISBN 4-8402-2817-5.
  - 《데이터 컬렉션 18 기동전사 건담 SEED 하권》. 미디어 웍스. 2004년 10월. ISBN 4-8402-2867-1.
  - 《데이터 컬렉션 기동전사 건담 SEED 외전2》. 미디어 웍스. 2008년 4월 15일. ISBN 4-8402-2817-5.
  - 《기동전사 건담 SEED C.E.73 STARGAZER 컴플리트 가이드》. 미디어 웍스. 2006년 12월. ISBN 4-8402-3729-8.
  - 《공식 가이드북 기동전사 건담 SEED 공식 가이드북 운명의 재회》. 카도카와 쇼텐. 2003년 2월. ISBN 4-04-853596-X.
  - 《공식 가이드북3 기동전사 건담 SEED DESTINY 맹세의 우주》. 카도카와 쇼텐. 2005년 12월. ISBN 4-04-853927-2.
  - 시모무라 케이지 (선라이즈) (2004년 8월). 《기동전사 건담 SEED RGB ILUSTRATIONS》. 카도카와 쇼텐. ISBN 4-04-853763-6.
  - 《건담의 상식 모빌 슈트 대백과 기동전사 건담 SEED 연합, 오브편》. 후타바샤. 2011년 11월. ISBN 978-4-575-30366-7.
  - 《건담 SEED&ASTRAY 모델링 매뉴얼 Vol.2》. 미디어 웍스. 2003년 11월. ISBN 4-8402-2530-3.
  - 《PERFECT ARCHIVE SERIES 5 기동전사 건담 SEED DESTINY》. 타케쇼보. 2006년 5월. ISBN 4-8124-2687-1.
- 무크
  - 《그레이트 메카닉 7》. 후타바샤. 2002년 12월. ISBN 4-575-46411-2.
  - 《그레이트 메카닉 8》. 후타바샤. 2003년 3월. ISBN 4-575-46412-0.
  - 《그레이트 메카닉 G 2016 SPRING》. 후타바샤. 2016년 3월. ISBN 978-4-575-46492-4.
  - 《피규어왕 No.257》. 월드 포토 프레스. 2019년 6월. ISBN 978-4-8465-3202-4.
- 잡지
  - 전격 하비 매거진
    - 《전격 하비 매거진 2003년 2월호》. 미디어 웍스.
    - 《전격 하비 매거진 2004년 2월호》. 미디어 웍스.
    - 《전격 하비 매거진 2004년 4월호》. 미디어 웍스.
    - 《전격 하비 매거진 2004년 7월호》. 미디어 웍스.
    - 《전격 하비 매거진 2007년 7월호》. 미디어 웍스.
    - 《전격 하비 매거진 2007년 9월호》. 미디어 웍스.
    - 《전격 하비 매거진 2009년 5월호》. 미디어 웍스.

  - 하비 재팬
    - 《월간 하비 재팬 2006년 11월호》. 하비 재팬.

  - 월간 뉴타입
    - 《월간 뉴타입 2002년 9월호》. 카도카와 쇼텐.
    - 《월간 뉴타입 2004년 2월호》. 카도카와 쇼텐.

  - 건담 에이스
    - 《월간 건담 에이스 2005년 1월호》. 카도카와 쇼텐.

  - 코믹 봉봉
    - 《코믹 봉봉 2004년 1월호》. 코단샤.
    - 《코믹 봉봉 2004년 2월호》. 코단샤.
    - 《코믹 봉봉 2004년 3월호》. 코단샤.
- 소설
  - 고토 리우 (2003년 7월 1일). 《기동전사 건담 SEED 2 사막의 호랑이》. 카도카와 쇼텐. ISBN 4-04-429102-0.
  - 고토 리우 (2003년 8월). 《기동전사 건담 SEED 3 평화의 나라》. 카도카와 쇼텐. ISBN 4-04-429103-9.
  - 고토 리우 (2003년 11월 1일). 《기동전사 건담 SEED 4 강림하는 검》. 카도카와 쇼텐. ISBN 4-04-429104-7.
  - 고토 리우 (2004년 2월 1일). 《기동전사 건담 SEED 5 끝나지 않는 내일로》. 카도카와 쇼텐. ISBN 4-04-429105-5.
  - 고토 리우 (2005년 3월 1일). 《기동전사 건담 SEED DESTINY 1 분노의 눈동자》. 카도카와 쇼텐. ISBN 4-04-429108-X.
  - 고토 리우 (2005년 11월 1일). 《기동전사 건담 SEED DESTINY 4 보여지는 세계》. 카도카와 쇼텐. ISBN 4-04-429111-X.
  - 치바 토모히로 (2003년 9월 1일). 《기동전사 건담 SEED ASTRAY 1》. 카도카와 쇼텐. ISBN 4-04-429701-0.
  - 치바 토모히로 (2004년 7월 1일). 《기동전사 건담 SEED ASTRAY 2》. 카도카와 쇼텐. ISBN 4-04-429703-7.
  - 치바 토모히로 (2005년 8월). 《기동전사 건담 SEED ASTRAY B》. 미디어 웍스. ISBN 978-4840231992.
  - 치바 토모히로 (2011년 9월). 《기동전사 건담 SEED VS ASTRAY》. 미디어 웍스. ISBN 978-4-04-870857-9.
- 필름 코믹
  - 《애니메이션 코믹스 기동전사 건담 SEED DESTINY 11》. 코단샤. 2005년 11월. ISBN 4-06-310214-9.
- 코믹스
  - 토키타 케이이치 (2009년 2월). 《기동전사 건담 SEED FRAME ASTRAYS 스페셜 에디션》. 미디어 웍스. ISBN 978-4-0486-7629-8.
- 분책 백과
  - 《주간 건담 팩트 파일 제135호》. 데아고스티니 재팬. 2007년 5월 29일.
  - 《주간 건담 모빌 슈트 바이블 제6호》. 데아고스티니 재팬. 2019년 3월 26일.
- 건담 프라모델 키트
  - 《1/144 HG 에일 스트라이크 건담》. 반다이. 2002년 11월.
  - 《SD건담 BB전사 No.259 스트라이크 건담 스트라이커 웨폰 시스템》. 반다이. 2004년 1월.
  - 《1/100 MG 에일 스트라이크 건담》. 반다이. 2004년 11월.
  - 《1/144 HG 스트라이크 루즈+I.W.S.P.》. 반다이. 2002년 11월.
  - 《1/144 HG 포스 임펄스 건담》. 반다이. 2004년 11월.
  - 《1/100 MG 프리덤 건담》. 반다이. 2004년 7월.
  - 《1/100 MG 스트라이크 루즈》. 반다이. 2004년 9월.
  - 《1/144 HG 105 대거+건배럴》. 반다이. 2004년 9월.
  - 《1/60 PG 스트라이크 건담》. 반다이. 2004년 11월.
  - 《1/60 PG 스트라이크 루즈+스카이 그래스퍼》. 반다이. 2005년 8월.
  - 《1/144 HG 스트라이크 느와르 건담》. 반다이. 2006년 6월.
  - 《1/144 HG 블루 듀얼 건담》. 반다이. 2006년 9월.
  - 《1/100 MG 스트라이크 건담+I.W.S.P.》. 반다이. 2006년 10월.
  - 《1/100 MG 스트라이크 느와르 건담》. 반다이. 2007년 3월.
  - 《1/100 MG 스트라이크 E+I.W.S.P. 루카스 오도넬 전용기》. 반다이. 2008년 2월.
  - 《1/100 MG 런처/소드 스트라이크 건담》. 반다이. 2008년 4월.
  - 《1/60 PG 건담 아스트레이 레드 프레임》. 반다이. 2009년 3월.
  - 《1/100 게일 스트라이크 건담》. 반다이. 2009년 8월.
  - 《1/144 RG 에일 스트라이크 건담》. 반다이. 2011년 4월.
  - 《1/144 HG M1 아스트레이》. 반다이. 2012년 6월.
  - 《1/100 MG 스트라이크 루즈 오오토리 장비 Ver.RM》. 반다이. 2013년 9월.